# Suurna
Suurna is een plaats in de Estlandse gemeente Saaremaa, provincie Saaremaa. De plaats heeft de status van dorp (Estisch: küla) en telt 30 inwoners (2021).
Tot in oktober 2017 behoorde Suurna tot de gemeente Salme en sindsdien tot de fusiegemeente Saaremaa.

## Geschiedenis
Suurna werd voor het eerst genoemd in 1645 onder de naam Suhrna Jurg en lag toen op het landgoed van Tiirimetsa.
Tussen 1977 en 1997 maakte het buurdorp Länga deel uit van Suurna.